# Ernst Rudolph von Trautvetter
Ernst Rudolph von Trautvetter, född den 20 februari 1809 i Mitau, död den 24 januari 1889 i Petersburg, var en rysk botanist.
Trautvetter blev filosofie doktor vid universitetet i Königsberg, assistent vid kejserliga botaniska trädgården i Petersburg 1835, extra ordinarie professor i botanik vid universitetet i Kiev 1838, var ordinarie professor där 1839–1859 och föreståndare för botaniska trädgården där samt för lantbruksinstitutet i Mohilev 1860 och för kejserliga botaniska trädgården i Petersburg 1864–1875. 
Trautvetter utgav floristiska, växtgeografiska och historisk-botaniska skrifter, varibland märks Phänogame Pflanzen aus dem Hochnorden (1847, i Alexander Theodor von Middendorffs Reise in dem äussersten Norden) och Conspectus florae insularum Nowaja Semla (1871). 
Auktorsnamnet Trautv kan användas för Ernst Rudolph von Trautvetter i samband med ett vetenskapligt namn inom botaniken; se Wikipediaartiklar som länkar till auktorsnamnet.